# NGC 4566
NGC 4566 ist eine Spiralgalaxie vom Hubble-Typ Sbc mit aktivem Galaxienkern im Sternbild Großer Bär am Nordsternhimmel. Sie ist schätzungsweise 243 Millionen Lichtjahre von der Milchstraße entfernt  und hat einen Durchmesser von etwa 90.000 Lichtjahren. Die Galaxie gilt als Mitglied der NGC 4686-Gruppe (LGG 300).
Das Objekt wurde am 2. April 1791 von Wilhelm Herschel mit einem 18-Zoll-Spiegelteleskop entdeckt.